# 花東縱谷

花東縱谷地圖

花東縱谷是位於台灣東部的一個縱谷，因橫跨花蓮、台東兩縣而得名，也是上述兩縣的精華地帶所在。有時因地理位置而另稱台東縱谷，早期漢人稱為內平埔，在台灣日治時期也被稱為中仙道平野或中仙道。其由菲律賓海板塊與歐亞板塊擠壓形成，夾於中央山脈和海岸山脈之間，南北長約180公里，東西寬2～7公里，面積約1000平方公里，海拔50－250公尺不等。縱谷的地形以沖積平原為主，不少台地夾雜於其中，河流水系分為花蓮溪、秀姑巒溪和卑南溪三大流域，共同塑造出縱谷內的主要地景。

## 地理
花蓮溪、秀姑巒溪和卑南溪三大水系，盤據了花東縱谷的北、中、南段。三大流域分布甚廣，交織成龐大的網絡。其源頭都在海拔二、三千公尺的高山上，因而形成了峽谷、瀑布、溫泉、曲流、河階、沖積扇、斷層及惡地等不同的地質地形，也造就了許多獨特的自然景觀。其中，瀑布景觀方面，以富里羅山螺仔溪上游的羅山瀑布，高達65公尺的飛瀑奇觀最為壯麗。斷層則以瑞穗斷層為代表，瑞穗斷層位於掃叭河階東北方，又稱「掃叭斷層」，具有不連續地層和近乎直立之礫石層。
高山溪流在水量暴漲時挾帶大量砂石，造成溪流谷地明顯的沖蝕與V形的切割。例如秀姑巒溪因海岸山脈的大港口層屬於海洋沈積物，性較軟弱，易受侵蝕，因此在古老的年代，秀姑巒溪下游河道侵蝕海岸山脈，切割成壯麗的峽谷，並襲奪了古花蓮溪的河道，形成了現在的廣闊河道。而新武呂溪也發生類似的現象，形成了南橫公路沿途的峽谷、斷崖。
花東縱谷位於板塊邊界縫合帶，河川於中央山脈與海岸山脈東西分流，構成縱橫交織的河流，從中、上游沖刷礫石往下游和出海口沉積，原先的谷地經過大小河流的作用，砂礫堆積形成寬大的沖積扇平原，是花蓮最主要的人口分布地帶。縱谷因為板塊的碰撞，形成不少斷層，加上三大水系的支流，大都發源於中央山脈的東側，由於地勢陡降，山高水急，溪流從高山到谷地，垂直距離雖只有短短幾公里，落差卻很大，例如位於花蓮縣富里鄉的羅山瀑布及鳳林鎮的鳳凰瀑布及台東縣延平鄉的紅葉溫泉。
利吉月世界（利吉惡地）則是典型的惡地地形，經由板塊擠壓、造山運動、風化、雨蝕而形成。利吉層分布在海岸山脈的南端，自台東市附近沿著海岸山脈的西緣向北延展約七十公里，直到安通溫泉附近的樂合。它的標準出露地點在台東市北方約八公里的利吉村。構成利吉層主體的是一巨厚的泥質沈積物，由濁流沈積的砂岩和頁岩或泥岩所構成的交互層。利吉層有個顯著的特徵，出露的地方常形成惡地地形，是利吉層中的黏土質泥岩岩性利吉層成為一個複雜紛亂的非均質岩體或外來的許多不同岩塊。

## 景觀
台九線花東公路沿花東縱谷而行，貫通花蓮、台東兩縣的精華地帶，長達158公里的綠色走廊，盡是一片綠意和綿延的秀麗山脈，沿路並有東部幹線鐵路相隨。花東縱谷除了田園景觀富於變化之外，縱谷內到處都充滿果園、茶園、稻田、牧場、等農村景點。
花東縱谷為原住民的主要聚集區，孕育了台灣十六大原住民族群中的八個原住民族群 : 有噶瑪蘭族、撒奇萊雅族、阿美族、泰雅族、賽德克族、布農族、太魯閣族及卑南族。原住民文化更是縱谷區內最重要及最具代表性的珍貴資產。而後來的漢人分為閩南、客家、以及戰後遷入的外省等3大族群，造就花東縱谷成為臺灣族群歧異度最高的地方。

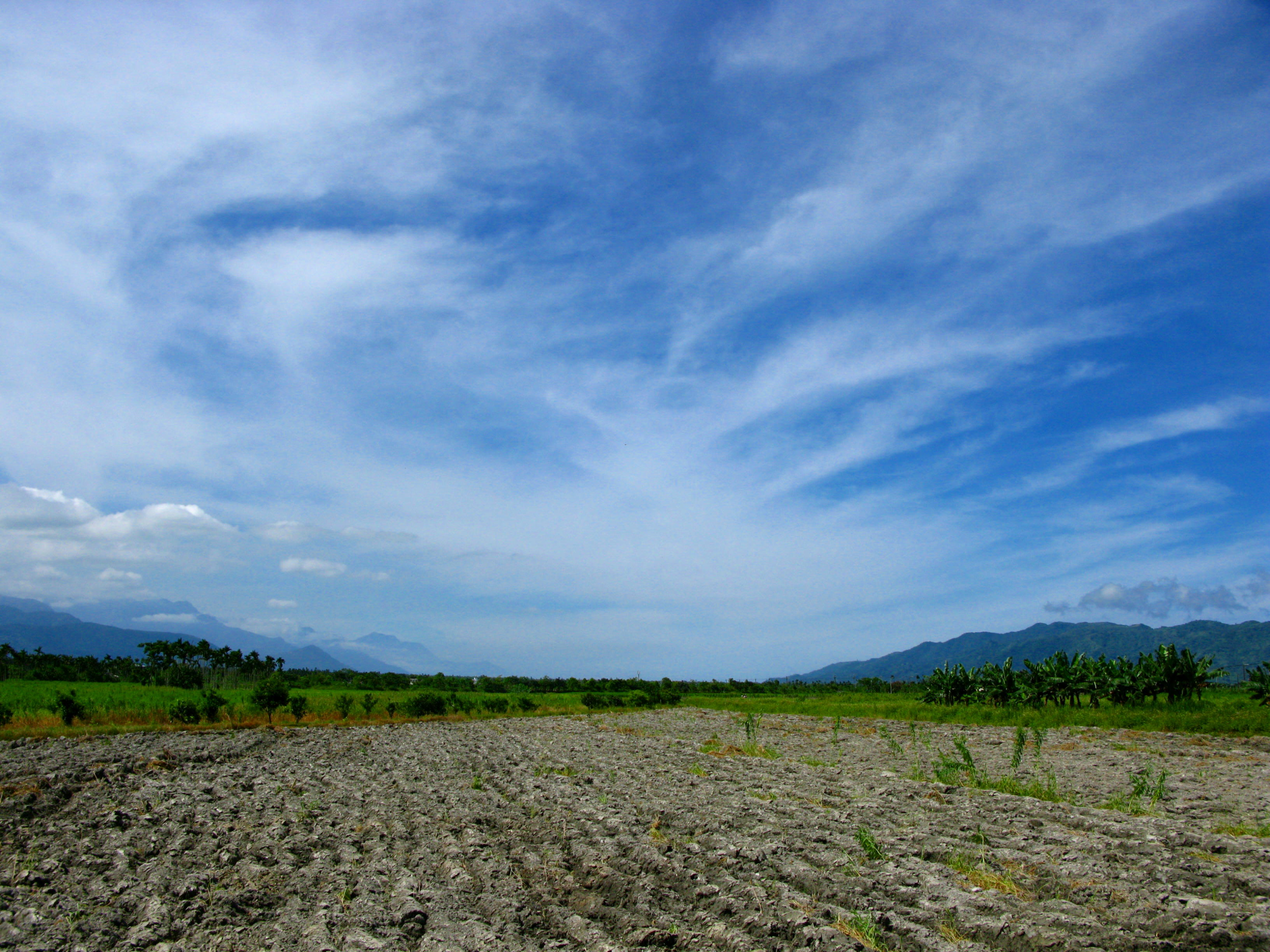
花東縱谷景色，左為中央山脈 右為海岸山脈
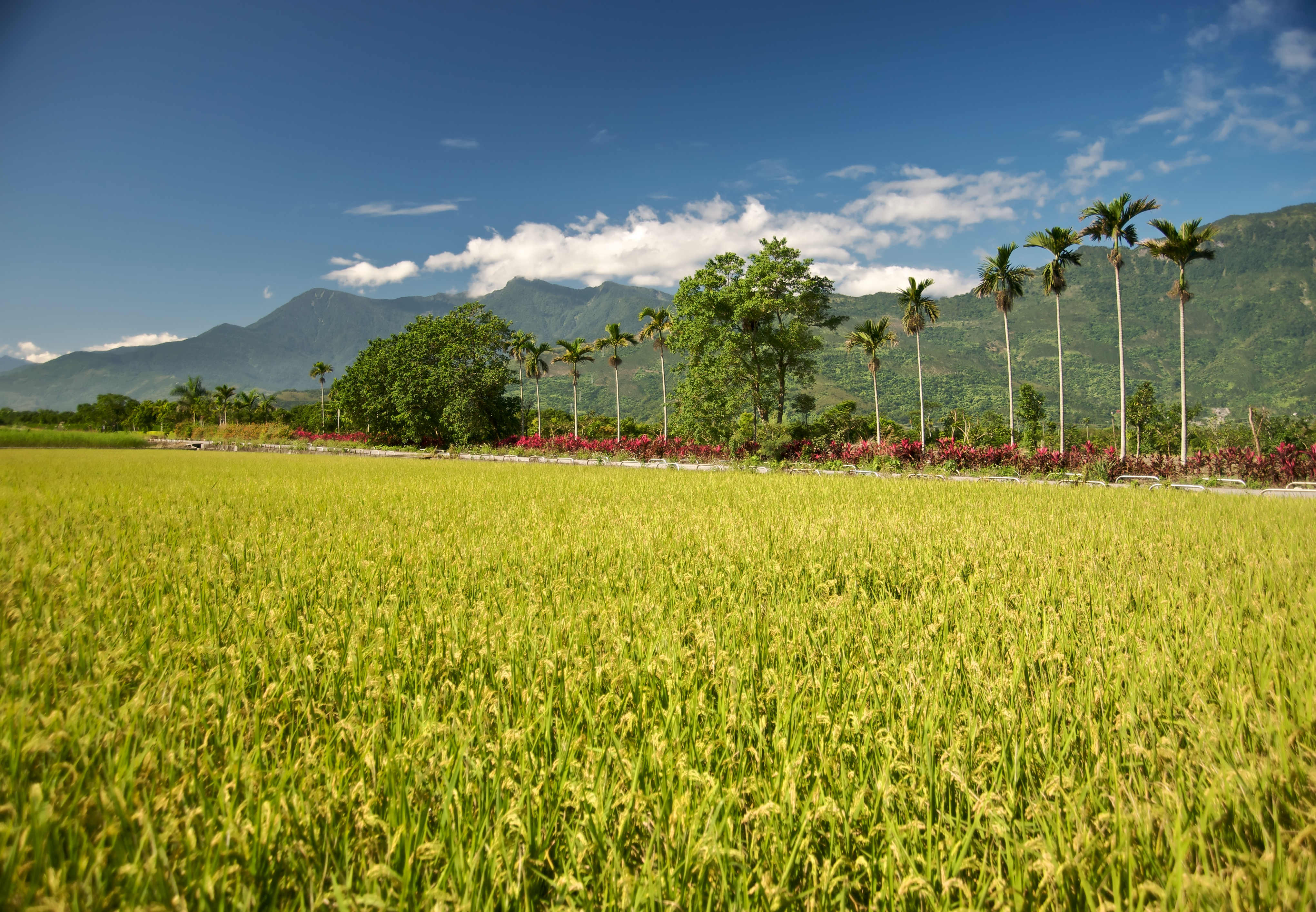
花東縱谷農田，背景為海岸山脈
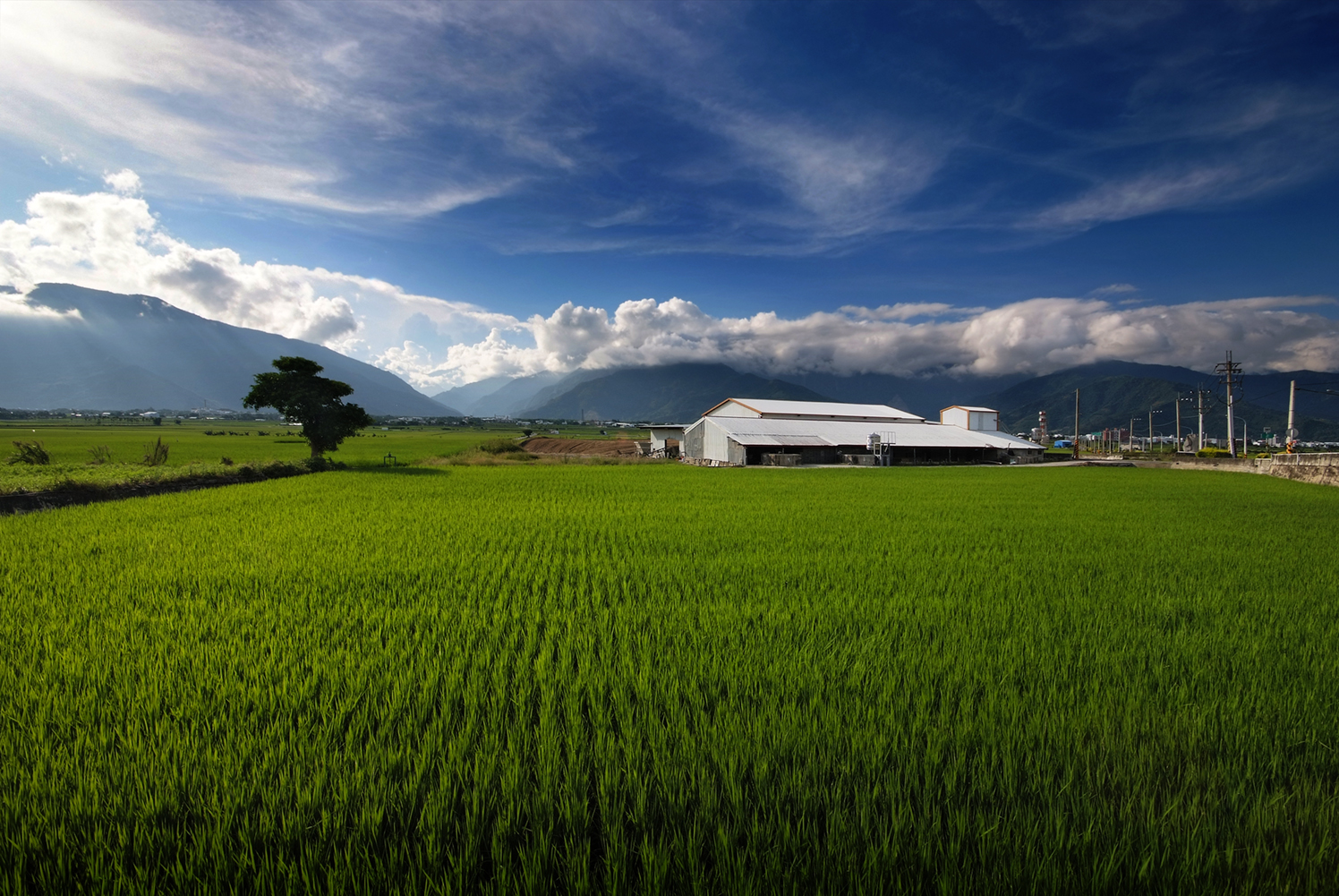
花東縱谷農田

## 外部連結
- 交通部觀光局花東縱谷國家風景區管理處